# Elezioni parlamentari in Austria del 1956
Le elezioni parlamentari in Austria del 1956 si tennero il 13 maggio per il rinnovo del Nationalrat. In seguito all'esito elettorale, Julius Raab, esponente del Partito Popolare Austriaco, fu confermato Cancelliere.

## Risultati
| Liste                                            | Voti      | %     | Seggi |
| ------------------------------------------------ | --------- | ----- | ----- |
| Partito Popolare Austriaco                       | 1 999 986 | 45,96 | 82    |
| Partito Socialista d'Austria                     | 1 873 295 | 43,05 | 74    |
| Partito della Libertà Austriaco                  | 283 749   | 6,52  | 6     |
| Partito Comunista d'Austria                      | 192 438   | 4,42  | 3     |
| Movimento Libero dei Lavoratori d'Austria        | 1 812     | 0,04  | –     |
| Partito della Ragione                            | 284       | 0,01  | –     |
| Ergokratische Partei                             | 231       | 0,01  | –     |
| Unione Patriottica Austriaca                     | 83        | 0,00  | –     |
| Partito della Classe Media Austriaca             | 23        | 0,00  | –     |
| Parlamentarische Vertretung der Wahlverhinderten | 7         | 0,00  | –     |
| Totale                                           | 4 351 908 | 100   | 165   |